# Didot-Perceval

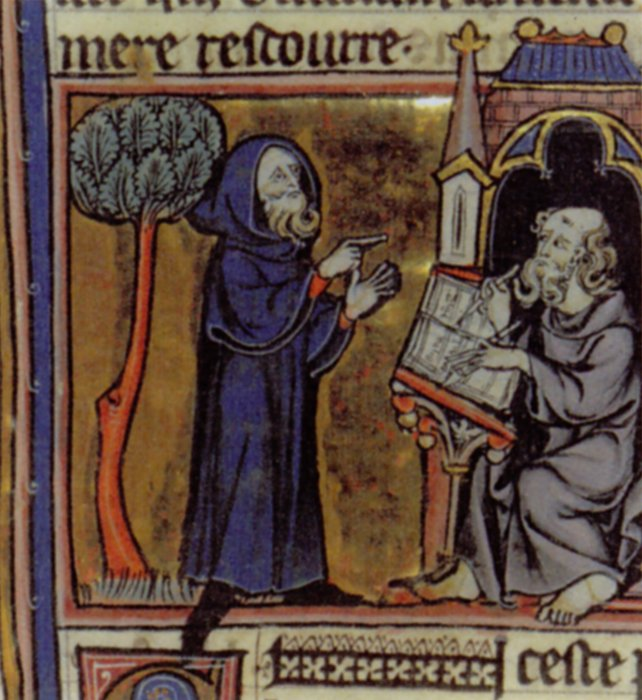
Merlin diktiert seinem Schreiber, Maître Blaise, den Titel der Trilogie:„Li livres dou Graal“

Mit dem Terminus Didot-Perceval (Modena-Perceval oder Prosa-Perceval) bezeichnen Romanisten den dritten Teil des sogenannten „Kleinen Gral-Zyklus“. Die philologische Tradition schreibt diese Trilogie Joseph-Merlin-Perceval dem Trouvère Robert de Boron zu. Sie entstand um 1200.

„Der sogenannte Didot-Perceval bildet den Abschluss der Prosaromane Joseph von Arimathia und Merlin. Der Didot-Perceval ist zusammen mit dem Prosajoseph und dem Prosamerlin überliefert.“

Jüngere Forscher stellen die Autorschaft Robert de Borons in Zweifel und sprechen deshalb von einem „Pseudo-Robert de Boron“.
Der Romanist Patrick Moran vertritt die These, dass der Robert de Boron zugeschriebene Dreiteiler „Joseph-Merlin-Perceval“ ein Konstrukt neuzeitlicher Romanisten sei, die durch Studium, Vergleich und Edition mittelalterlicher Texte darin geübt seien, in langen mittelalterlichen Handschriften „patterns“, Strukturen, zu erkennen. Für mittelalterliche Leser habe es sich nur um einen „Zweiteiler“ gehandelt, einen kurzen Joseph und einen langen Merlin, und nicht um einen Dreiteiler.
Dieser Dreiheit, „Joseph-Merlin-Perceval“, kommt in der Literaturgeschichte ein besonderer Stellenwert zu, denn sie ist der erste französische Prosa-Roman und zugleich die erste prosaische Artuserzählung.
Nur zwei altfranzösische Manuskripte sind erhalten, welche den „Prosa-Perceval“ überliefern, das Manuscrit-Didot der BnF und das Manuskript der Biblioteca Estense Universitaria di Modena, E. 39. Die zuerst entdeckte Handschrift trägt nach dem Familiennamen seines ehemaligen Besitzers die Bezeichnung Manuscrit-Didot.
Der traditionell an die Handschriftbezeichnung angelehnte Titel „Didot-Perceval“ vermeidet eine Verwechslung dieses „Prosa-Percevals“, des dritten Teils der Pseudo-Robert-Boron-Trilogie, mit Chrétien de Troyes’ Versroman Perceval oder Li Contes del Graal.

## Prosajoseph und Prosamerlin
Im ersten Teil des Kleinen Gral-Zyklus, dem „Prosa-Joseph“, wird der christliche Ursprung des Grals herausgestellt, und der Leser erfährt, wie dieser geheimnisumwitterte heilige Gegenstand in das keltische Britannien gelangte.
Der Zweite Teil des Zyklus, der „Prosa-Merlin“, erzählt die übernatürliche Geburt des Zauberers und Propheten Merlin, Sohn einer Jungfrau und eines Incubus. Er berichtet über die Erziehung Artus durch seinen Adoptivvater Antor, über die Schwertprobe, die Einführung der Table ronde, des Runden Tisches, durch Merlin, über dessen Prophezeiungen des Aufstiegs und des Untergangs des Artusreiches. Die mittelalterliche Handschrift, welche der Prosa-Merlin Ausgabe von Alexandre Micha als Basismanuskript zugrunde liegt, berichtet in einer Art Metafiktion selbstreferentiell über ihre eigene Entstehung. Der Zauberer und Prophet Merlin habe den Titel, welchen die Robert-Boron-Trilogie einmal tragen werde, vorgegeben, nämlich Li Livres dou Graal, Das Buch vom Gral. Merlin habe seinen Schreiber, Maître Blaise, damit beauftragt, diesen Roman auszuarbeiten und zu Ende zu führen. Dieses Buch vom Gral werde in aller Welt und bis ans Ende aller Tage gerühmt werden:

« tant com li mondes durera, tes livres li livres dou Graal et sera molt volentiers oïz. »

„solange die Welt besteht, wird Dein Buch, Das Buch vom Gral, mit Vergnügen gehört werden.“

Eine dreibändige Edition, die im Jahre 2001 in der prestigeträchtigen Reihe Bibliothèque de la Pléiade des Pariser Verlages Éditions Gallimard erschienen ist, erfüllt dieser Prophezeiung Merlins. Sie trägt expressis verbis den geweissagten Titel: „Le Livre du Graal“':

## Inhalt des „Didot-Percevals“
Der „Didot-Perceval“, der dritte und letzte Teil des „Kleinen Gral-Zyklus“ (Joseph-Merlin-Perceval), schließt ohne klar definierte Textgrenze an den „Merlin“ an. Die editorische Tradition lässt ihn mit dem Kapitel beginnen, das folgende Überschrift trägt:

« Ci palle li conte coment artus fust sacrez a roi par la volonté de touz le peuple »

„Hier erzählt die Geschichte, wie Artus durch den Willen des gesamten Volkes um König gekrönt wurde.“

Der „Didot-Perceval“ gliedert sich in drei Teile:

„Der Roman zerfällt ganz natürlich in drei Teile. Der erste erzählt die Vorgeschichte der Tafelrunde und des Graals bis zur Ankunft des Graalhelden Perceval an Arthurs Hof; der zweite enthält die eigentliche Graalsuche und der dritte Arthurs und seiner Ritter Ende.“

Das Incipit, der erste Satz des „Didot-Percevals“, lautet:

« Quant Artus fust sacrez et la messe fust chantée … »

„Als Artus gekrönt und die Messe gesungen war…“

Der „Didot-Perceval“ beginnt also mit der Krönung des jungen Artus zum König des keltischen Britanniens, zum König des imaginären Royaume de Logres. Auserwählter Tafelritter ist Perceval, der nach zahlreichen Abenteuern die Gralssuche erfolgreich besteht. Im zweiten Teil des Romans stellt er die Fragen, die er in Chrétiens Version Perceval ou Li Contes del Graal nicht zu stellen gewagt hatte. Er heilt den Fischerkönig und tritt dessen Nachfolge an. Als neuer Gralshüter hat Perceval sein spirituelles Ziel der Vollkommenheit erreicht. Die terrestrische Ritterschaft des Protagonisten hat ihr Ende gefunden. Die „Queste del Saint Graal“, die Gralssuche der Tafelritter, ist damit zum Abschluss gelangt. Um seine Recken und mit ihnen die ritterlichen Idealen nicht zu verlieren, sucht Artus nach neuen Herausforderungen. Er führt siegreich Krieg gegen den König von Frankreich und gegen den römischen Kaiser. Währenddessen vertraut er die Herrschaft Britanniens seinem Neffen Mordred an. Als er jedoch erfährt, dass Mordred ihn verraten, die Krone usurpiert und die Königin geheiratet hat, kehrt er nach England zurück.
Der dritte Teil enthält eine « Mort Artu », das heißt eine Schilderung von König Artus Tod und des Untergangs der Tafelrunde, die in Details von ihrer Vorlage, der Mort le Roi Artu des Vulgata-Zyklus abweicht.

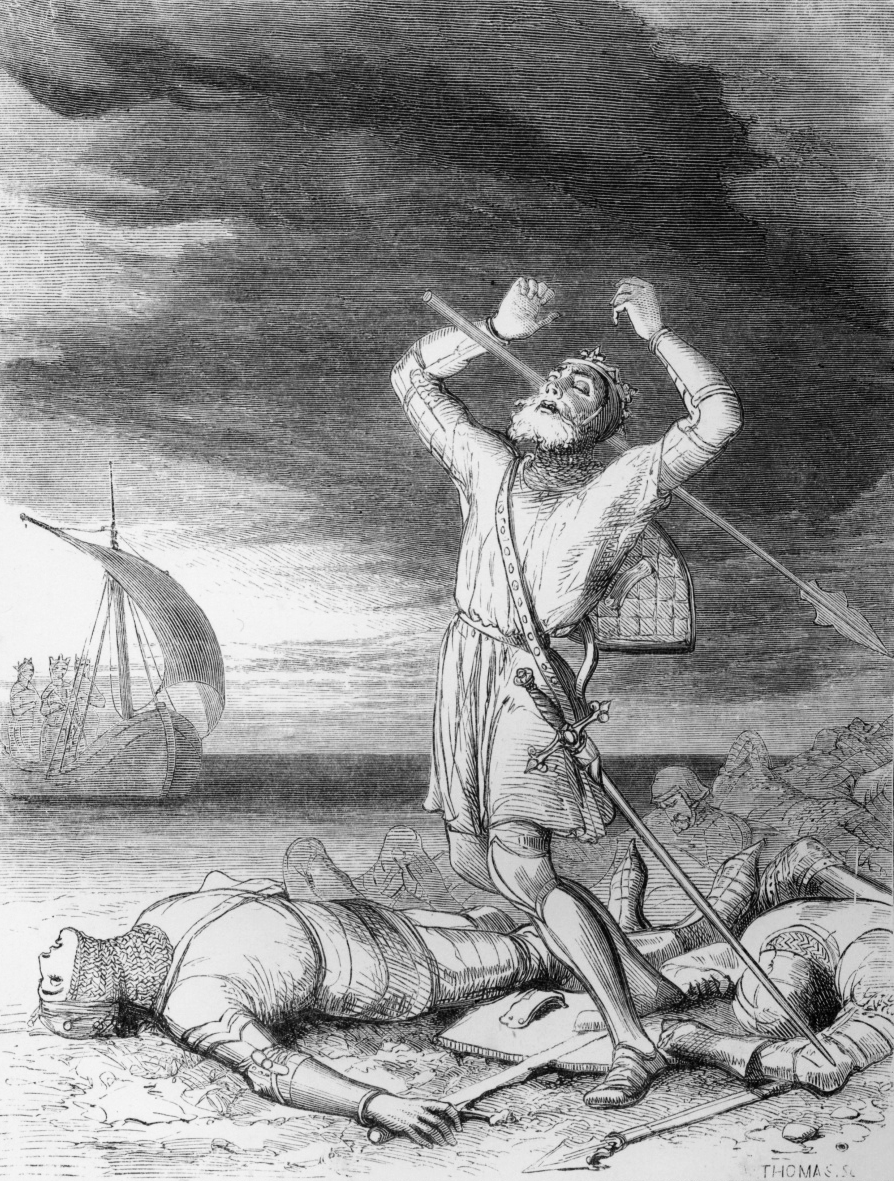
König Artus’ Tod« La Mort Le Roi Artu »

Im Schlussteil des „Didot-Percevals“, altfranzösisch Mort (Le Roi) Artu genannt, besiegt Artus zunächst noch die mit seinem Neffen Mordred verbündeten Sachsen. Doch es kommt zu einem Duell zwischen Onkel und Neffen, wobei Mordred von Artus getötet wird. König Artus trägt schwerste Verletzungen davon. Er verabschiedet sich von seinen Gefolgsleuten mit den Worten:

« Seygnors, je me ferai porter en Avallon por garir ma plaie à Morguen ma suer. »

„Meine Herren, ich werde mich nach Avalon fahren lassen, um meine Wunden von meiner Schwester Morgan heilen zu lassen.“

Daraufhin wird er von einem Boot abgeholt und nach Avalon, in die „Andere Welt“ überführt, aus der er niemals zurückkommen wird.
Auch der Prophet und Zauberer Merlin zieht sich für immer aus der irdischen Welt zurück, denn:

« que nostre sire ne vouloit que il demorast au peuple, ne il ne pooit mie morir devant le deffinement du siecle … atant s’entorna Merlin et fist son esplumeor et entra dedenz, ne oncques puis ne fust véu au siecle. »

„dass Unser Herr möchte nicht, dass er sich dem Volke zeige. Aber er könne nicht vor dem Ende aller Tage sterben … dann drehte Merlin sich um, öffnete sein ›esplumoir‹ [magischer Wohnsitz Merlins], ging hinein und wurde nie mehr gesehen.“

Mit dem Fortgang der drei Romanhelden Perceval, Merlin und Artus ist der Untergang des imaginären keltischen Königreiches von Logres und seiner Ritterwelt besiegelt.
Das Explicit des „Prosa-Perceval“ nach der Modena-Hs. lautet: « Ici fine li romans de Merlin et del Graal » (deutsch: „Hier endet der Roman von Merlin und dem Gral“).
Aus dieser Schlussformel des Kopisten der Modena-Handschrift und aus den fließenden Übergängen, den fehlenden Textgrenzen, wird ersichtlich, dass es für den mittelalterlichen Leser keine drei unterschiedliche Romane gab. Aus dessen Blickwinkel gab es nur einen kurzen Prosa-Joseph, gefolgt von einem langen Prosa-Merlin. So schreibt der Mediävist Patrick Moran in seinem Aufsatz aus dem Jahre 2017:

« Un lecteur médiéval naïf ne verrait que deux textes, dans les manuscrits Didot et Modène : un court Joseph, suivi d’un Merlin beaucoup plus long qui englobe aussi l’histoire de Perceval, sa quête du Graal et la chute du royaume arthurien … Le philologue verra donc trois romans, Joseph, Merlin et Perceval, et appellera leur conjonction une trilogie. Le lecteur du Moyen Âge, en revanche, ne verra que deux textes. »

„Ein unbefangener mittelalterlicher Leser würde in den Manuskripten von Didot und Modena nur zwei Texte sehen: einen kurzen Joseph, gefolgt von einem viel längeren Merlin, der auch die Geschichte von Perceval, seine Suche nach dem Gral und den Untergang des arturianischen Königreichs umfasst … Der Philologe wird drei Romane sehen, Joseph, Merlin und Perceval, und ihre Konjunktion eine Trilogie nennen. Der mittelalterliche Leser sieht hingegen nur zwei Texte.“

Patrick Moran vertritt die These, dass die Robert de Boron zugeschriebene „Trilogie“ „Joseph-Merlin-Perceval“ ein Konstrukt neuzeitlicher Romanisten sei, die durch Studium, Vergleich und Edition mittelalterlicher Texte darin geübt seien, in langen mittelalterlichen Handschriften „patterns“, Strukturen, zu erkennen. Für mittelalterliche Leser habe es sich nur um einen „Zweiteiler“ gehandelt, einen kurzen Joseph und einen langen Merlin, und nicht um einen Dreiteiler.

## Überlieferung
Nur zwei Handschriften, die Pariser-Hs. „D“ (Didot) und die Modena-Hs. „E“, lassen im Anschluss an den „Prosajoseph“ und den „Prosamerlin“ übergangslos, das heißt ohne klare Textgrenzen, einen dritten Teil folgen, den „Prosa-Perceval“.
Die beiden Handschriften weisen starke Abweichungen voneinander auf. Da die zuerst entdeckte Handschrift, Paris, BnF, NAF 4166, unter dem Namen ihres ehemaligen Besitzers Didot bekannt wurde, hat sich in der romanistischen Fachliteratur die Benennung „Didot-Handschrift“ eingebürgert, abgekürzt mit dem Sigel „D“, für „Didot“. Dies erklärt den Titel „Didot-Perceval“ des letzten Teils der Trilogie.
Eine zweite, erst später bekannt gewordene Handschrift, befindet sich in der Biblioteca Estense Universitaria di Modena, unter der Signatur E. 39. Diese „Modena-Hs.“ wird in der Fachliteratur mit dem Sigel „E“ für „Estense“ abgekürzt.
Der Titel Didot-Perceval der Handschriftentradition vermeidet eine Verwechslung dieses „Prosa-Percevals“ mit Chrétien de Troyes’ Versroman Perceval oder Li Contes del Graal. Dieses wegen Chrétiens Tod im Jahre 1190 unvollendet gebliebener Meisterwerk war der Ausgangspunkt aller literarischer Gralerzählungen:

« Mais, encore une fois, il n’y aurait pas eu de matière du Graal sans le roman de Chrétien. »

„Aber ich sage es noch einmal. Ohne Chrétiens Roman hätte keine Gralerzählungen gegeben.“

Robert de Boron war der erste Fortsetzer Chrétiens, der den Perceval Chrétiens einem Ende zuführte. Auf ihn folgten bis in die Gegenwart hinein eine Fülle von Epigonen, von Umgestaltern (remanieurs).